# Draconetta
Draconetta is een monotypisch geslacht van straalvinnige vissen uit de familie van pitvissen (Draconettidae).

## Soort
- Draconetta xenica Jordan & Fowler, 1903